# 井上元勝
井上 元勝 （いのうえ もとかつ、1918年（大正7年）12月2日 - 1993年（平成5年）1月1日）は、日本の武道家。唯心会と琉球古武術のグランドマスターとして知られた。

## 人生とキャリア
井上は、日本の首相であった公爵桂太郎の次男、また侯爵井上勝之助の嗣子である侯爵井上三郎の次男として東京市麻布富士見町に生まれた。母は井上馨の長女・千代子。幼い頃から武家の訓練を始めたが、警備スペシャリスト、甲賀流 忍術の宗家継承者であり、最後の真の忍者と見なされていた藤田西湖（1898-1966）によって武術を教えられた。 後に井上は、小西康裕と平信賢のもとで訓練を行い、そこで琉球古武道保存振興会で使用される武器術を学ぶ。さらに自身の空手スタイルを見いだし、唯心会と呼んだ。  
井上は、日本で発行された小冊子型を詳しく説明するパンフレットと3冊の本を出版。作品の多くは後に英語でも出版された。  

## 著作
- 『琉球古武道』ブレーン出版、1972年。
- 『琉球古武道基本技シリーズ1(棒術 no.1) 』青濤社、1977年。
- 『琉球古武道基本技シリーズ2(釵術 no.1)』青濤社、1977年。
- 『琉球古武道基本技シリーズ3(トンファー no.1)』青濤社、1978年。
- 『琉球古武道基本技シリーズ4(ヌンチャク no.1)』青濤社、1978年。
- 『鎌』(ひとりでできる入門書. 琉球古武道基本技シリーズ ; 5 鎌術 no.1) 績文堂出版、1981年。
- 『鉄甲』(ひとりでできる入門書. 琉球古武道基本技シリーズ ; 6 鉄甲術) 績文堂出版、1982年。